# فصل دشوار
فصل دشوار (به انگلیسی: The Mean Season) فیلمی محصول سال ۱۹۸۵ و به کارگردانی فیلیپ بورسوس است. در این فیلم بازیگرانی همچون کرت راسل، ماریل همینگوی، ریچارد جردن، ریچارد ماسور، ریچارد برادفورد، اندی گارسیا، جو پانتولیانو، فیلیپ بورسوس و ویلیام اسمیت ایفای نقش کرده‌اند.